# Canale di Wellington
Il canale di Wellington è una via d'acqua naturale nell'oceano Artico, nella regione di Qikiqtaaluk, Nunavut, Canada.
Corre sull'asse nord-sud, separando l'isola Cornwallis e l'isola di Devon. Nel 1845 sir John Franklin svernò all'isola di Beechey, alla sua estremità sud-orientale. Nel 1850 due navi rimasero intrappolate nel ghiaccio nella prima spedizione Grinnell. Nella primavera 1851 fu esplorata da William Penny, che arrivò in slitta al vertice nordoccidentale dell'isola di Devon. Edward Belcher lo esplorò l'anno seguente.